# Giant Inverted Boomerang
Giant Inverted Boomerang (Giant Invertigo) is een stalen achtbaanmodel geproduceerd door het Nederlandse bedrijf Vekoma. Het is een omgekeerde shuttle-achtbaan en is een aangepaste, grotere versie van de standaard Boomerang van Vekoma. Er zijn in totaal 6 dergelijke banen gebouwd.

## De rit
De trein hangt onder de rails en verlaat achterwaarts het station, om tot een hoogte van 59 meter getild te worden. Hierna wordt de trein losgelaten en raast hij met een snelheid van ongeveer 106 km/h door het station heen. Hierna volgt een cobra roll en daarna een looping. Hierna gaat de trein weer recht omhoog om vervolgens weer te worden losgelaten. De trein gaat dan achterwaarts terug door de looping en de cobra roll, om vervolgens in het station terug tot stilstand te komen.

## Voorbeelden
De eerste drie banen van dit type werden in 2001 geopend onder de naam Déjà Vu in Six Flags Magic Mountain, Six Flags Over Georgia en Six Flags Great America. Deze zijn inmiddels alle drie verplaatst.
Tegenwoordig is een Giant Inverted Boomerang terug te vinden in volgende parken:
- Aftershock in Silverwood Theme Park
- Goliath in Six Flags New England
- Stuntfall in Parque Warner Madrid
- Giant Inverted Boomerang in Jin Jiang Action Park (China)
- Quantum Leap in Sochi Park Adventureland (Rusland)

Eén baan ligt sinds 2009 in opslag in het Braziliaanse Mirabilandia. Deze zal later openen onder de naam Sky Mountain. Het gaat hier om de voormalige achtbaan met naam Déjà Vu uit Six Flags Over Georgia.